# Mánfa
Mánfa is een plaats (község) en gemeente in het Hongaarse comitaat Baranya. Mánfa telt 798 inwoners (2013).

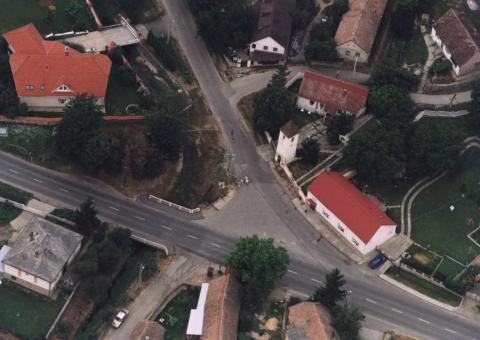
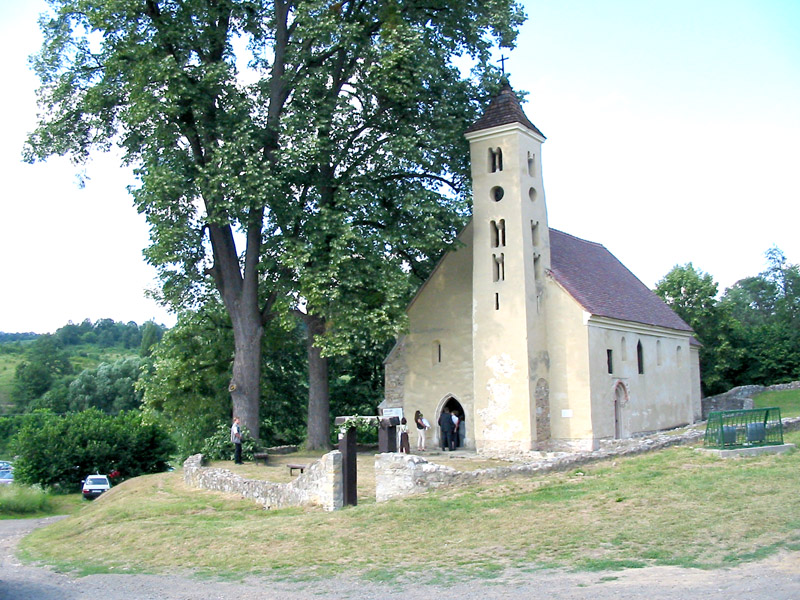